# إيف كوتريل
إيف ب. كوتريل (بالفرنسية: Yves P. Cotrel) ـ (ولد في دينان في 27 أبريل 1925) هو جرًاح عظام فرنسي. اشترك مع البروفيسور جان دوبوسيه سنة 1983 في ابتكار نظام كوتريل-دوبوسيه لتثبيت العمود الفقري.
في سنة 1999، أسس كوتريل ـ بدعم من أسرته ـ «مؤسسة كوتريل لأبحاث أمراض العمود الفقري» بمعهد فرنسا.
حصل كوتريل على وسام جوقة الشرف من رتبة قائد سنة 2007.

## وصلات خارجية
- موقع مؤسسة كوتريل لأبحاث أمراض العمود الفقري (بالإنجليزية) (بالفرنسية)